# Доброште
Доброште (мкд. Доброште) је насеље у Северној Македонији, у северном делу државе. Доброште припада општини Теарце.

## Географија
Насеље Доброште је смештено у северном делу Северне Македоније. Од најближег већег града, Тетова, насеље је удаљено 15 km северно.
Доброште се налази у доњем делу историјске области Полог. Насеље је положено на северозападном ободу Полошког поља. Источно од насеља пружа се поље, а западно се издиже Шар-планина. Надморска висина насеља је приближно 550 метара.
Клима у насељу је умерено континентална. 

## Становништво
Доброште је према последњем попису из 2002. године имало 3.549 становника.
Претежно становништво у насељу су Албанци (89%), а у мањини су етнички Македонци (10%).
Већинска вероисповест је ислам, а мањинска православље.